# Вегетарианство и ислам
Вегетарианство и веганство в исламе — практика отказа от мяса (в случае веганства — и других животных продуктов) среди мусульман. Подавляющее большинство мусульман едят мясо; многие мусульманские юристы считают вегетарианство разрешённым для мусульман, но не более предпочтительным. Теологические аргументы в пользу вегетарианства включают требование сострадания к животным, установленное Кораном и сунной, и концепцию «халифа». Современные мусульмане-вегетарианцы часто сталкиваются с предрассудками по отношению к своей диете. Особняком стоит вопрос ритуального жертвоприношения на праздник Курбан-байрам, что многие верующие считают обязательным, вопреки мнению учёных; несколько факихов выступили с предложением заменить жертвоприношение на благотворительный взнос.

## Общие сведения
Вегетарианство очень редко встречается среди мусульман, но широко распространено среди верующих других религий, таких как индуизм и буддизм. Многие мусульмане едят мясо так часто, как могут себе позволить.
Хотя Коран и сунна строго наставляют верующих о необходимости человечного отношения к животным, а исламский пророк Мухаммед высказывался против охоты для развлечения, Коран прямо разрешает употребление (халяльного) мяса в первом аяте суры Аль-Маида. Правила забоя упоминают, что животное не должно страдать больше необходимого. Первые мусульмане, арабы-кочевники, жившие в пустыне, ели мясо из необходимости.

## Поддержка вегетарианства

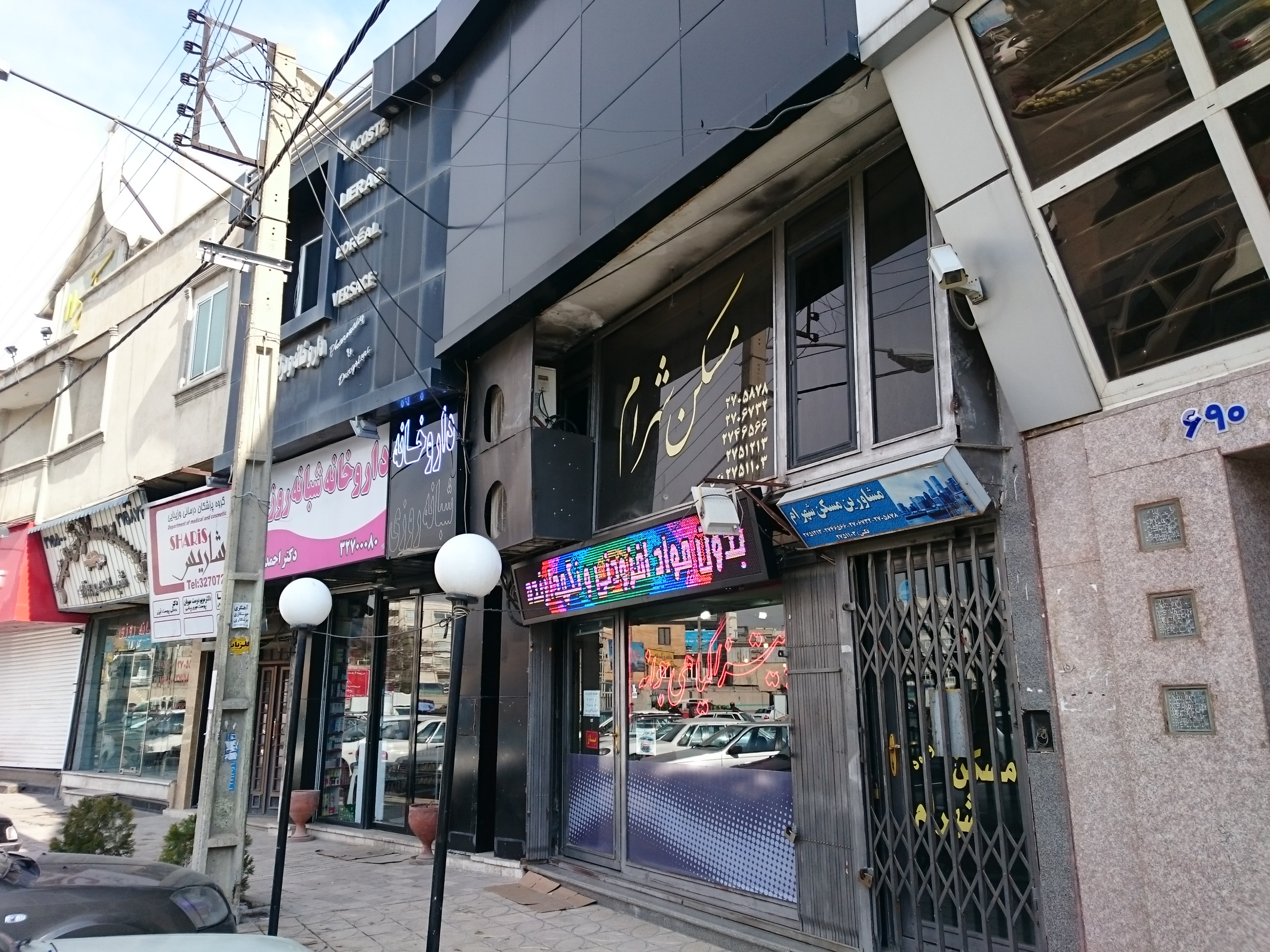
Вегетарианский ресторан в иранском Кередже

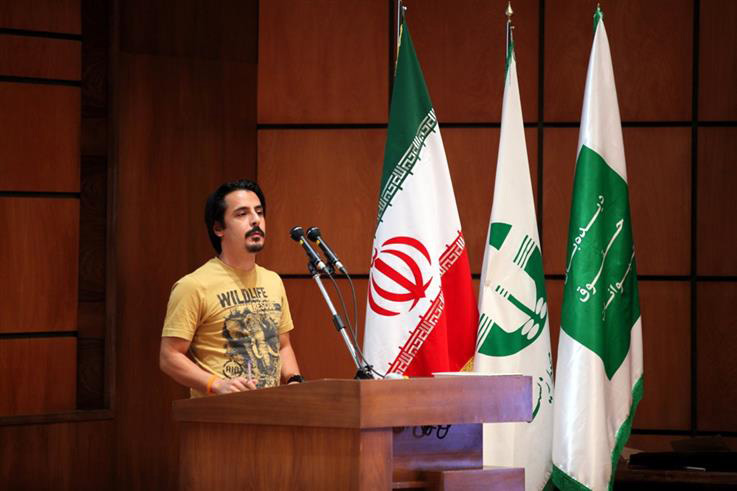
Вегетарианец-активист Сефер Салими

Часть суфиев, включая Сухраварди Хамидуддина Нагори из Нагаура, Баву Мухайядина и некоторых североафриканцы практиковали строгую веганскую диету. Тайное общество Братья чистоты выпустило послание в стихах под названием «Послание о животных», в котором они передавали историю о том, как Рабиа аль-Адавия сказала Хасану аль-Басри, что животные убегают от него, но идут к ней, поскольку он ест мясо. Башир Ахмад Масри, пионер прав животных, выражал неудовольствие тем, сколько жестокости имеется в обращении с животными из-за антропоцентризма, и пропагандировал вегетарианскую диету для мусульман. Некоторые мыслители связывали тему отказа от мяса с хилафой, долгом быть защитниками животных, возложенным на людей Богом.
Несколько фетв исламских учёных заявляют о допустимости отказа от мяса для мусульман, если они не считают, что это обязательно для мусульман или делает их лучше других верующих; среди их авторов Ибрагим Десаи, Хамза Юсуф, Мухаммад Хусейн Фадлалла, Музаммиль Сиддики, Мухаммад Аль-Мунаджжид и Али Хаменеи. Инайят Хан заключил, что отказ от мяса — желательное действие, поскольку мясо «мешает духовному совершенствованию», а акт убийства это жестокость. Современные сторонники исламского вегетарианства в числе аргументов за переход на веганскую диету указывают на страдания животных на фермах, вред молочной и мясной промышленности для окружающей среды и на зоонозные инфекции. Вегетарианцы-мусульмане озвучивают сомнения в том, что мясо животного, с которым жестоко обращались, в принципе может быть халяльным, даже при наличии официальной сертификации. Врачи-мусульмане, пропагандирующие идею вегетарианства из соображений пользы для здоровья используют пример Мухаммада, редко употреблявшего мясо. Среди современных исламских учёных, высказывающихся в пользу вегетарианства, можно назвать Дьюка Маклида и Мохамеда Гилана.

## Оппоненты
Другие факихи, такие как Мавиль Иззи Диен, заявляют, что вегетарианство недопустимо для мусульман. Иззуддин ибн Абдуссалам в своём труде «Каваид аль-ахкам фи масалих аль-анам» писал, что «неверующий, запрещающий забой животного, исходя из интересов животного, неправ, так как он ставит нужды низшего создания выше нужд высшего» Ибн Хазм считал, что нормы исламского закона распространяются только на тех существ, которые могут его понять. Абу-ль-Аля Маудуди утверждал, что ислам разрешает убийство животных для пропитания, а также животных, которых считают опасными, потому что люди — наместники («халифа») Бога. Некоторые учёные поощряют сокращение количества потребляемого мяса, либо подчёркивают важность человечного отношения к животным, но не поддерживают вегетарианство.
Мусульмане, не евшие мяса, исторически часто считались еретиками; пример — судьба Абу-ль-Аля аль-Маарри. Точка зрения, что вегетарианство и ислам несовместимы, проистекает из вражды между мусульманами, с одной стороны, буддистами и индуистами с другой. Современные мусульмане-вегетарианцы и веганы часто сталкиваются с предрассудками и враждебностью.

## Жертвоприношение наКурбан-байрам

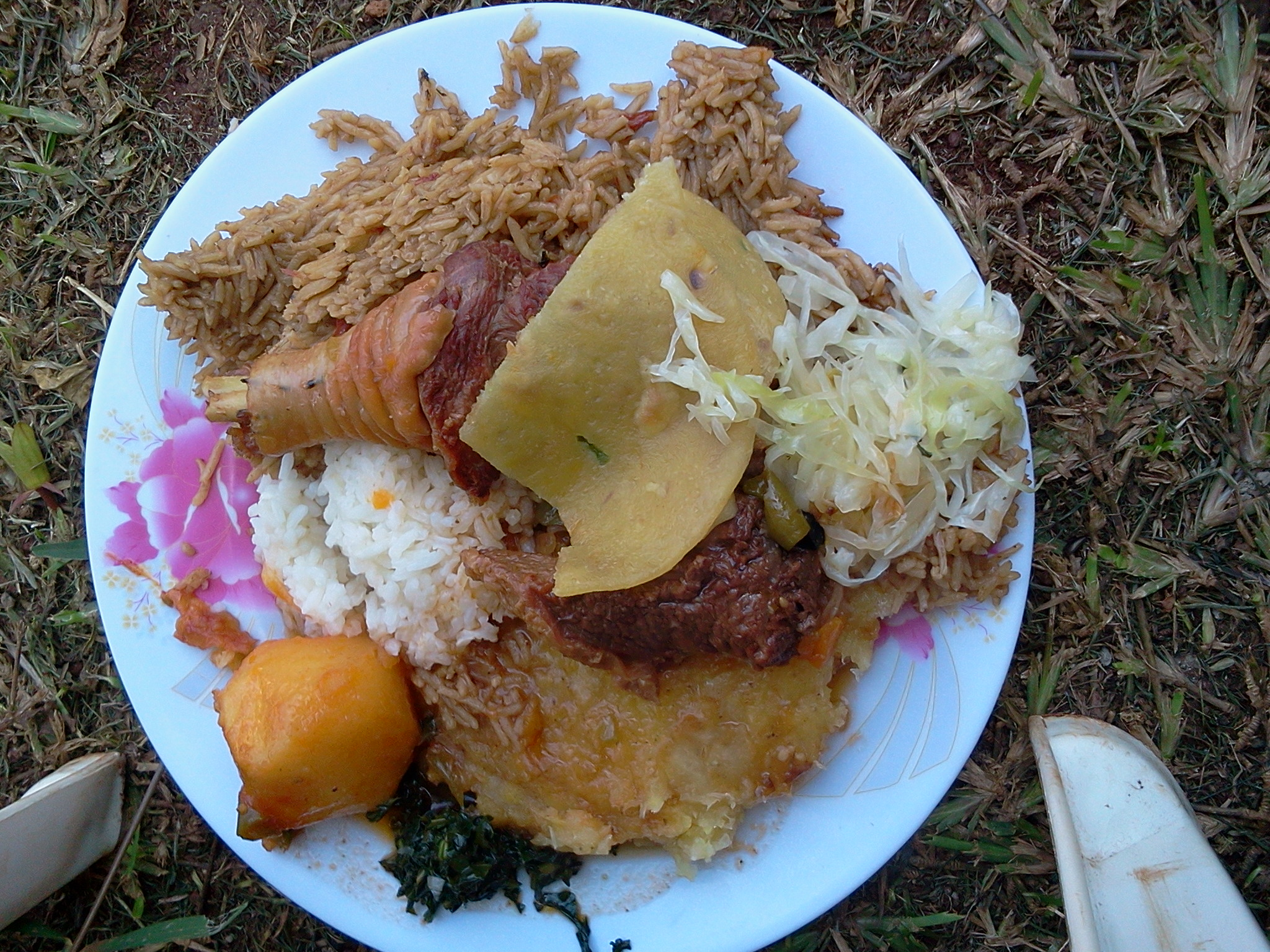
Мясо в праздничной трапезе на Курбан-байрам в Уганде

Среди мусульман распространена традиция забоя животного на праздник Курбан-байрам, однако большинство факихов считают, что жертва животного является желательной, но не обязательной. Башир Ахмад Масри и некоторые другие улемы считают желательным заменить жертву на подаяние или пост. Другие высказывали неодобрение современной практикой «избыточного» забоя животных, чьё мясо часто остаётся несъеденным и портится. Активист Шахид Али Муттаки писал, что массовое жертвоприношение проводят для людского нафса.
Мусульмане, практикующие отказ от мяса, либо жертвуют деньги на забой животных от своего имени, либо отдают их на благотворительность.